# Chologaster cornuta
Genre
Espèce
Statut de conservation UICN

 LC  : Préoccupation mineure
Chologaster cornuta est un poisson aveugle de la famille des Amblyopsidae. C'est la seule espèce vivante du genre Chologaster. Il vit uniquement en rivières aux États-Unis dans les drainages d'assainissement du littoral atlantique de la Virginie jusqu'à la Géorgie. Son nom américain Swampfish (en) est traduisible par Poisson des marécages.

### GenreChologaster
- (en) Catalogue of Life : Chologaster (consulté le 11 décembre 2020)
- (en) FishBase : liste des espèces du genre Chologaster (site miroir)
- (fr + en) ITIS : Chologaster Agassiz, 1853
- (en) UICN : espèce Chologaster cornuta Agassiz, 1853 (consulté le 18 mai 2015)
- (en) WoRMS : Chologaster (+ liste espèces)
- (en) Animal Diversity Web : Chologaster
- (en) NCBI : Chologaster (taxons inclus)

### EspèceChologaster cornuta
- (en) Catalogue of Life : Chologaster cornuta Agassiz, 1853 (consulté le 18 décembre 2020)
- (en + fr) FishBase : espèce Chologaster cornuta  Agassiz, 1853 (+ traduction) (+ noms vernaculaires 1 & 2)
- (fr + en) ITIS : Chologaster cornuta  Agassiz, 1853
- (en) Animal Diversity Web : Chologaster cornuta
- (en) NCBI : Chologaster cornuta (taxons inclus)